# Trastorno obsesivo-compulsivo de la personalidad
El trastorno de la personalidad obsesivo-compulsiva (TPOC) (conocido en inglés como Obsessive–compulsive personality disorder (OCPD)) es un trastorno de personalidad caracterizado por un patrón general de preocupación por el orden, perfeccionismo, control mental e interpersonal, a expensas de la flexibilidad, la apertura y la eficiencia.

## Características
- Falta de decisión, dudas y precauciones excesivas, que reflejan una profunda inseguridad personal.
- Preocupación excesiva por detalles, reglas, listas, orden, organización y horarios.
- Perfeccionismo, que interfiere con la actividad práctica.
- Rectitud y escrupulosidad excesiva junto con preocupación injustificada por el rendimiento, hasta el extremo de renunciar a actividades placenteras y a relaciones personales.
- Pedantería y convencionalismo con una capacidad limitada para expresar emociones.
- Rigidez y obstinación, con un intenso sentido del deber.
- Insistencia poco razonable en que los demás se sometan a la propia rutina y resistencia también poco razonable a dejar a los demás hacer lo que tienen que hacer.
- La irrupción no deseada e insistente de pensamientos o impulsos.
- Estilo de vida avaro muy por debajo de sus posibilidades económicas.
- Hiperexigencia hacia sí mismo y los demás.
- Sentimientos de frustración, rabia, irritabilidad y agresividad por no lograr las metas  que se exige.[1]

## Diagnóstico
Una de las maneras para diagnosticar es utilizar tests como la escala de gravedad de los trastornos obsesivo-compulsivos. 
Criterios diagnósticos para:
F60.5 Trastorno obsesivo-compulsivo de la personalidad (301.4)
Un patrón general de preocupación por el orden, el perfeccionismo y el control mental e interpersonal, a expensas de la flexibilidad, la espontaneidad y la eficiencia, que empieza al principio de la edad adulta y se da en diversos contextos, como lo indican cuatro (o más) de los siguientes ítems: 
1. Preocupación por los detalles, las normas, las listas, el orden, la organización o los horarios, hasta el punto de perder de vista el objeto principal de la actividad.
2. Perfeccionismo que interfiere con la finalización de las tareas (p. ej.: es incapaz de acabar un proyecto porque no cumple sus propias exigencias, que son demasiado estrictas).
3. Dedicación excesiva al trabajo y a la productividad con exclusión de las actividades de ocio y las amistades (no atribuible a necesidades económicas evidentes).
4. Excesiva terquedad, escrupulosidad e inflexibilidad en temas de moral, ética o valores (no atribuible a la identificación con la cultura o la religión).
5. Incapacidad para tirar los objetos gastados o inútiles, incluso cuando no tienen un valor sentimental.
6. Es reacio a delegar tareas o trabajo en otros, a no ser que estos se sometan exactamente a su manera de hacer las cosas.
7. Adopta un estilo avaro en los gastos para él y para los demás; el dinero se considera algo que hay que acumular con vistas a catástrofes futuras.
8. Muestra rigidez y obstinación.

Es importante señalar que el Trastorno Obsesivo-Compulsivo de la Personalidad (eje II del DSM-IV-TR) no es equivalente al trastorno obsesivo-compulsivo, de la categoría de los trastornos de ansiedad (eje I del DSM-IV-TR). El TOCP está arraigado, valga la redundancia, en los rasgos de la personalidad, por lo cual el individuo se manifiesta en extremo inflexible y desarrolla ideas muy rígidas.
Por lo general, el diagnóstico suele darse de manera fácil durante la primera entrevista clínica, pues los síntomas o características suelen ser muy evidentes, tanto en lo que el paciente informa como en lo que se puede observar en el comportamiento durante la entrevista. Esto así se entiende pues el TOCP es un trastorno de tipo overt (que da señales o síntomas observables), a diferencia de algún otro trastorno de tipo covert (síntomas internos).

## Tratamiento
El TOCP puede ser tratado con fármacos, que en general regulan la biodisponibilidad de ciertos neurotransmisores en el cerebro, especialmente la serotonina. Sin embargo, el método de tratamiento que más éxito tiene es el combinado, en donde se trata al paciente con fármacos a la vez que se le ayuda con psicoterapia.

## Comorbilidad
El desgaste y sufrimiento que supone para el afectado este trastorno, conlleva el riesgo de desarrollar trastornos de ansiedad derivados, trastornos depresivos y afectivos.

## Estudios
Un estudio  realizado en una población forense en España evaluó la incidencia del Trastorno de Personalidad Compulsivo. El estudio se realizó mediante el Inventario MCMI-II de Millon y se demostró que el 70% de los participantes mostraban elevaciones significativas de la escala compulsiva, sea cual fuera su asunto con la justicia y su sexo.
Cabe recalcar la tendencia de este inventario al sobrediagnóstico y que desde este mismo estudio se dice que no debe ser usada en una interpretación clínica.